# تو حریف زوهان نمی‌شی
با زوهان درگیر نشو (انگلیسی: You Don't Mess with the Zohan) یک فیلم به کارگردانی دنیس داگن است که در سال ۲۰۰۸ منتشر شد.

## خلاصه داستان
این فیلم داستان یک سرباز اسرائیلی به نام زوهان (آدام سندلر) را نشان می‌دهد که از قدرت بدنی بالایی برخوردار است و ارتش اسرائیل به آن وابسته است، ولی خود زوهان علاقه‌ای به اینکار ندارد. او ترجیح می‌دهد یک آرایشگر باشد، به همین دلیل مخفیانه به آمریکا می‌رود و در آرایشگاه یک دختر فلسطینی مشغول کار می‌شود.

## بازیگران
- آدام سندلر
- امانوئل چریکی
- جان تورتورو
- راب اشنایدر
- دیو متیوس
- شارلوت را
- آنتونی کوکس
- کریس راک
- دنیس داگن
- هنری وینکلر
- کوین جیمز
- ماریا کری
- جان مک‌انرو
- جرج تاکی
- کوین فارلی
- توماس آرنلد
- کوین نیلن
- شلی برمن
- اوری فیفر